# アウグスト1世 (ブラウンシュヴァイク＝リューネブルク公)
アウグスト1世（August I., 1568年11月18日 - 1636年10月1日）は、ブラウンシュヴァイク＝リューネブルク公の1人で、リューネブルク侯（在位：1633年 - 1636年）。リューネブルク侯ヴィルヘルムと妃ドロテアの3男。エルンスト2世、クリスティアンの弟、フリードリヒ4世、ゲオルクの兄。
神聖ローマ皇帝ルドルフ2世に従軍してオスマン帝国と戦い、1610年にラッツェブルク司教に選ばれたが、在任中にイルゼという女性と貴賤結婚していた。彼女との間に生まれた子供達は名前の後ろに「フォン・リューネブルク」と付けられたが、相続権は無かった。1633年に死んだ兄クリスティアンの後を継いだが、僅か3年で死去。リューネブルクは弟のフリードリヒ4世が、ラッツェブルク司教はグスタフ・アドルフ（後にメクレンブルク＝ギュストロウ公）が継承した。
| 爵位・家督          | 爵位・家督                       | 爵位・家督           |
| ------------------- | -------------------------------- | -------------------- |
| 先代 クリスティアン | リューネブルク侯 1633年 - 1636年 | 次代 フリードリヒ4世 |